# Koziarnia
Koziarnia ist eine Ortschaft mit zwei Schulzenämtern der Gemeinde Krzeszów im Powiat Niżański der Woiwodschaft Karpatenvorland in Polen.

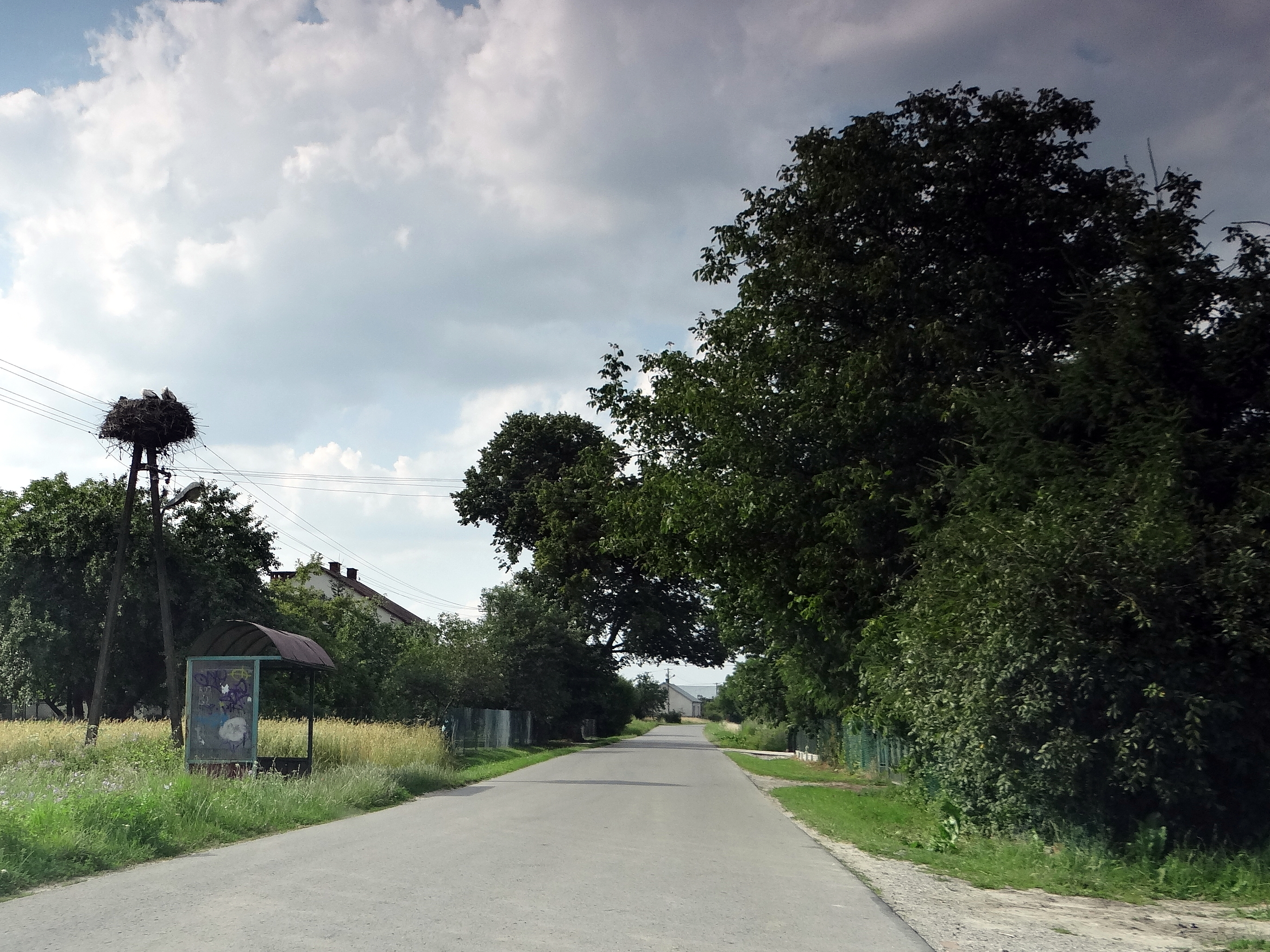
Bushaltestelle in Koziarnia

## Geographie
Der Ort liegt am linken Ufer des Flusses San im Sandomirer Becken. Die Nachbarorte sind Kopki im Nordwesten, Kamionka-Kolonia im Norden, Krzeszów im Osten sowie Tarnogóra und Sarzyna im Süden.
Der Ort ist zwischen zwei Schulzenämtern aufgeteilt: Koziarnia I im Süden (Ortsteile Kolonia und Ćwierci) und Koziarnia II im Norden (Ortsteile Konstantynów und Budy).

## Geschichte
Bei der Ersten Teilung Polens kam das Gebiet 1772 zum neuen Königreich Galizien und Lodomerien des habsburgischen Kaiserreichs (ab 1804). Auf der österreichischen Karte von Friedrich von Mieg (1779–1783) war das Gebiet am linken Ufer des Sans zwischen Kopki und Krzeszów im Norden und Tarnogóra im Süden nur ein Morast. Nach der örtlichen Überlieferungen wurde damals das Gebiet alten Flussbetts des Flusses San von polnischen und deutschen Siedlern besiedelt, deren Spuren bis heute zwei separate Schulzenämtern sind. Der Name ist vom Appellativ koziarnia (Ziegenstall) abgeleitet. Ab 1809 grenzte Koziarnia im Osten an das Herzogtum Warschau bzw. ab 1815 an Kongresspolen. Auf der Franziszeischen Landesaufnahme um die Mitte des 19. Jahrhunderts gab es die Siedlungen Konstantinów im Norden bei Kopki und Koziarnia im Süden bei Tarnogóra. Im Geographischen Lexikon des Königreiches Polen aus dem Jahr 1880 wurde Koziarnia als ein separates Dorf nordöstlich von Tarnogóra mit 366 römisch-katholischen Einwohnern, das an den Vorwerk von Kopki namens Konstantynów grenzte, aber auch als Teil von Knopki mit 307 römisch-katholischen Bewohnern beschrieben, das an die Kolonie Konstantynów grenzte.
Im Jahr 1900 hatte die Gemeinde Koziarnia im Bezirk Nisko eine Fläche von 304 Hektar, 54 Häuser mit 367 Einwohnern, davon waren alle polnischsprachig, außer 348 Römisch-Katholiken gab es 19 Juden.
1918, nach dem Ende des Ersten Weltkriegs und dem Zusammenbruch der k.u.k. Monarchie, kam Koziarnia zu Polen.
Im Zweiten Weltkrieg gehörte es zum Generalgouvernement.
Von 1975 bis 1998 gehörte Koziarnia zur Woiwodschaft Tarnobrzeg.